# Піранья 2: Нерест
«Піранья 2: Нерест» (англ. Piranha II: The Spawning) — фільм жахів 1982 року, знятий Джеймсом Кемероном у його повнометражному режисерському дебюті. Продовження фільму «Піранья» 1978 року та друга частина серії фільмів «Піранья». У головних ролях Тріша О'Ніл, Стів Марачук та Ленс Генріксен.

## Акторський склад
| Актор             | Роль          |
| ----------------- | ------------- |
| Тріша О'Ніл       | Енн Кімброу   |
| Стів Марачук      | Тайлер Шерман |
| Ленс Генріксен    | Стів Кімброу  |
| Рікі Полл Голдін  | Кріс Кімброу  |
| Тед Річерт        | Рауль         |
| Керол Девіс       | Джай          |
| Конні Лінн Гедден | Лоретта       |

## Сюжет
Біля узбережжя одного з карибських островів молода пара Лу і Ліза посеред ночі тікають з готелю «Елізіум», щоб зайнятися сексом у морі. Вони запливають на затонуле судно, яке також є лігвом для піраній, які вбивають їх обох.
Наступного дня група туристів, серед яких Тайлер Шерман (Стів Марачук), проходить курси дайвінгу, організовані Енн Кімброу (Тріша О'Ніл), співробітницею готелю «Елізіум». Один з її дайверів запливає на затонуле судно. Через деякий час Енн виявляє, що її "зниклий" учень заплив на затонуле судно і був убитий, коли знаходять його понівечене тіло.
Чоловік Енн, офіцер поліції Стів (Ленс Генріксен), відмовляється допустити Енн до тіла, коли вона виявляє бажання поглянути на характер ушкоджень. Смерть не схожа на напади морських мешканців у цьому районі, про що вона знає краще, ніж будь-хто інший. Те, що вона не може ідентифікувати створіння, яке вбило дайвера, — небезпечний знак. Стів перехоплює Габбі, рибалку, який ловить рибу на динаміт, і його сина-підлітка, і погрожує конфіскувати їхній човен.
Тим часом на курорт прибуває пара молодих жінок на ім'я Джай і Лоретта на великому вітрильному човні. За їхнім власним зізнанням, вони — "морські розбійниці". Джай пробирається на кухню, щоб вкрасти їжу, але натрапляє на Мела, розумово відсталого кухара. Вона дурить йому голову та фліртує з ним, і кухар, зачарований її балачками, пропонує приготувати вечерю разом. Коли Мел прямує до їхнього човна з їжею, вони забирають їжу і відразу відчалюють, пустивши човен у дрейф. Вони спонукають його зістрибнути, але в нього не виходить, і тоді вони насміхаються над ним і відпливають. Вночі Джай і Лоретта запливають занадто далеко і зазнають нападу мутованих піраній, які набули здатності літати. Джай виривають горло, а Лоретта падає у воду і її з'їдають живцем.
Стурбована тим, що відбувається, Енн бере Тайлера Шермана з собою в міський морг, щоб оглянути тіло. З'ясовується, що до одруження зі Стівом вона стала морською біологинею. Вони виявляють, що тіло туриста було пошматоване на безліч частин. Приходить медсестра, виганяє їх і відразу помирає від піраньї, яка ховалася в тілі туриста. Піранья перегризає горло медсестрі і вилітає через вікно.
У поспіху Енн забуває свою кредитну картку. Енн і Тайлер проводять ніч у її кімнаті. Наступного ранку, поки він спить, вона починає вивчати фотографії. Приїжджає Стів і жбурляє в неї кредитною карткою, розлючений, по-перше, тим, що вона пішла в морг наперекір йому, а по-друге, тим, що в неї в ліжку чоловік. Вона намагається попередити його про те, що виявила, але він ігнорує її і вважає вбивцею.
Енн намагається пояснити Раулю, пихатому менеджеру готелю, що потрібно скасувати занурення з туристами, тому що це небезпечно. Рауль робить стурбований вигляд, і вирішивши, що вона збожеволіла, швидко звільняє її. У спробі спіймати одну з піраній для подальшого вивчення або, принаймні, зробити кілька фотографій, щоб довести свої слова Стіву та менеджеру, її перехоплює Тайлер, який повідомляє, що він біохімік і член команди, яка вивела генетично модифікований вид піраній з домішками генів летючих риб. Циліндр з такими рибами знаходився на затонулому вантажному кораблі неподалік готелю.
Стіву надають докази, необхідні Енн, і показують йому, що піраньї становлять серйозну небезпеку, бо почали поїдати одна одну. На нараді Енн щосили намагається напоумити менеджера, але безуспішно. Як доказ Стів надає крило піраньї. Стів каже Енн, що вона не може довіряти Тайлеру, тому що в армії кажуть, що він божевільний.
Енн доручає чоловікові на ім'я Аарон патрулювати пляж, але піраньї вбивають його. Під час риболовлі, яку влаштовує курорт, піраньї вилітають з води і нападають на гостей. Енн заводить виживших до готелю, де вони зачиняють двері та вікна.
Вранці піраньї відпливають, бо їм не подобається світло. Тайлер і Енн вирішують підірвати корабель, щоб вбити хижаків. Тим часом син Енн і Стіва, Кріс, всупереч їхньому бажанню, наймається на місцевий корабель. Корабель відпливає, губляться в морі, і намагаються знайти дорогу назад, прямує прямо до затонулого корабля.
Енн і Тайлер припливають на моторному човні і занурюються до затонулого корабля, щоб закласти заряди з таймером в той самий час, коли Кріс опиняється над затонулим кораблем. Маючи лише 10 хвилин, щоб вибратися до вибуху бомби, Енн і Тайлер опиняються в пастці в одній з кімнат затонулого корабля, де на них нападає піранья. Стів, керуючи поліцейським гелікоптером, кидає вертоліт і пливе до моторного човна Енн і Тайлера, де також перебуває Кріс. Стів заводить човен і відчалює. Тайлер застрягає у затонулому човні, і його з'їдають піраньї. Енн рятується через ілюмінатор, а потім хапається за якір, дозволяючи моторному човну витягнути себе на поверхню. Бомба вибухає, знищуючи затонулий корабель і всіх піраній разом з ним. Енн випливає на поверхню, де її підбирають Стів та Кріс на своєму човні.

## Виробництво

### Розробка і сценарій
Після фінансового успіху «Піраньї» Джо Данте продюсери Джефф Шехтман і Чако ван Левен одразу ж розпочали роботу над продовженням. Роджер Корман, голова компанії New World Pictures, яка продюсувала і випустила перший фільм, не поділяв їхніх інтересів, натомість зосередившись на власному "підводному фільмі жахів" «Гуманїди з глибин». Корман продав права на сиквел Шехтману і ван Левену, які розробили сценарій разом із сценаристами Чарльзом Еґлі та Ченнінґом Ґібсоном.

### Зйомки
Основним місцем зйомок фільму був готель Mallards Beach-Hyatt (пізніше перейменований на Moon Palace Jamaica) в Очо-Ріос, Ямайка, який слугував вигаданим готелем «Елізіум». Більшість підводних сцен було знято біля Великого Каймана. Інтер’єрні сцени були зняті на De Paolis Studios у Римі.

### Пост-продакшн
— Джеймс Кемерон про "режисуру" фільму Піранья 2: Нерест.

## Випуск
Прем'єра фільму відбулася 14 серпня 1982 року  в Італії. У США був випущений компанією Saturn International Pictures 5 листопада того ж року.
Режисерська версія існує лише на Laserdisc та VHS від Embassy Home Entertainment. У 2003 році компанія Columbia TriStar Home Entertainment випустила фільм на DVD у повнокадровому форматі. У 2018 році Scream Factory випустила фільм на Blu-ray.